# The Genetical Theory of Natural Selection
The Genetical Theory of Natural Selection (La Teoría Genética de la Selección Natural en español) es un libro de Ronald Fisher lo cual combina las leyes de Mendel con la teoría de la selección natural de Charles Darwin, y Fisher fue el primero a proponer que «el mendelismo así valida el darwinismo», y dijo en cuanto a las mutaciones que «La gran mayoría de mutaciones grandes son mortíferos; mutaciones pequeñas son más frecuentes y tiene más probabilidades de ser útiles», así refutando la ortogénesis. Publicado por primera vez en 1930 por Clarendon Press, es uno de los libros más importantes de la síntesis evolutiva moderna y ayudó en definir la genética de poblaciones. Se cita mucho en los libros de la biología, y resume muchos conceptos que en la actualidad todavía se consideran importantes, como Fisherian runaway, Principio de Fisher, el valor reproductivo, el teorema fundamental de la selección natural, el modelo geométrico de Fisher, y la evolución de la dominación.

## Contenido

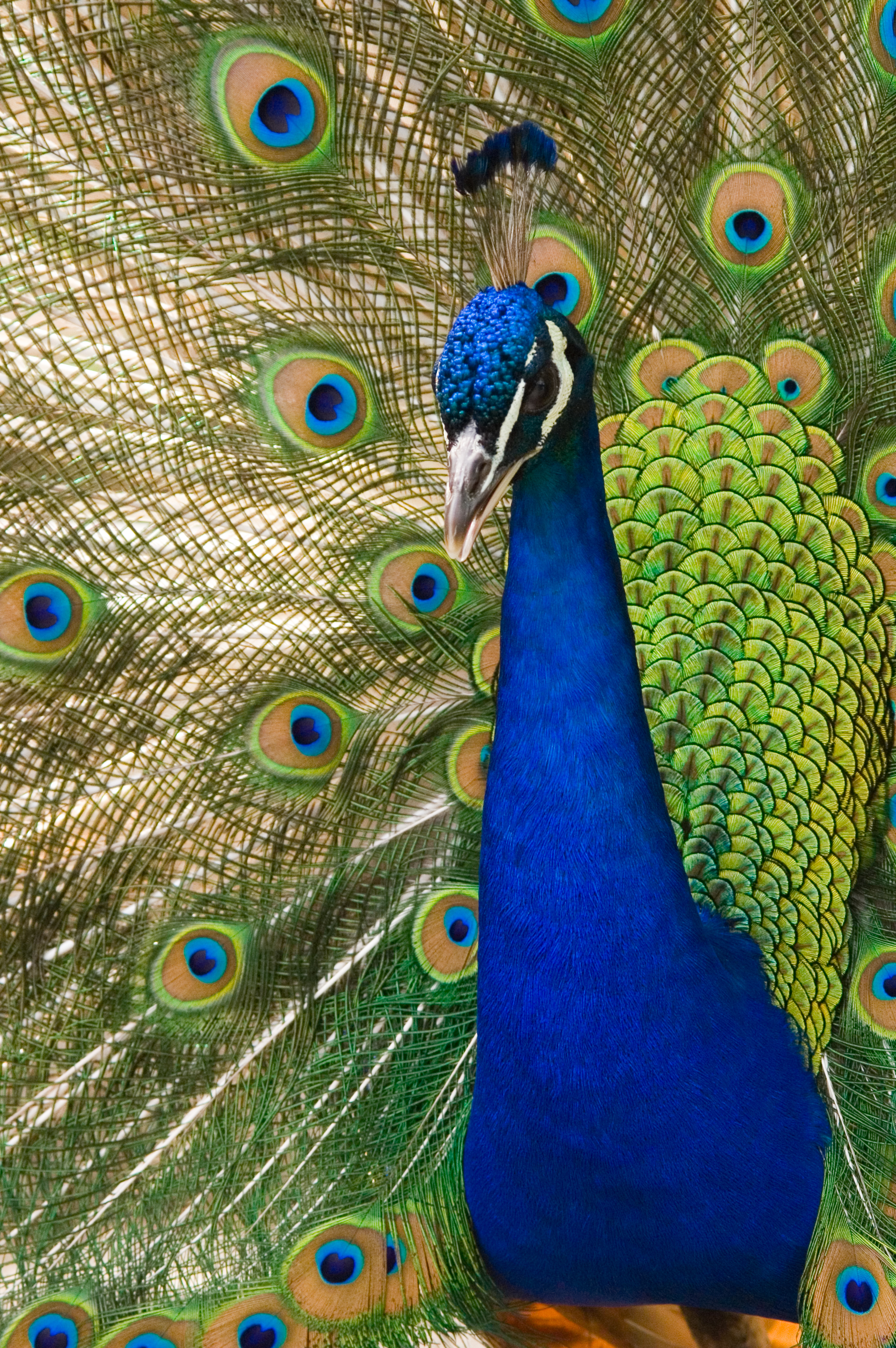
El plumaje del Pavo Real es el ejemplo clásico del conjeturado Fisherian runaway

En el prólogo, Fisher considera algunos puntos generales, y que es necesario tener una comprensión de la selección natural como distinta que la evolución. Las avances recientes en el campo de aquel tiempo (véase historia de la genética) hizo el libro posible. En el capítulo uno considera la naturaleza de la herencia, rechaza la idea de la herencia mezclada y sostiene a favor de la herencia partícula. En el capítulo dos, introdujo el teorema de Fisher de la selección natural. En el tercer capítulo se considera la dominación genética, la cual Fisher creyó influenciada fuertemente por modificadores. Otros capítulos resumen la inversión parental, el modelo geométrico de Fisher, que relata como mutaciones espontáneas afecten la aptitud biológica, el Principio de Fisher, lo cual explica la razón de porque el ratio de sexo entre machos y hembras se queda casi sin excepción al 1:1, y el valor reproductivo, lo cual examina el demográfico de tener niñas. Con su conocimiento de la estadística, el Fisherian runaway, lo cual explora como la selección sexual puede conducir a un circuito de realimentación positiva («runaway» es el inglés por huir rápido fuera de control), y que produce rasgos como el plumaje del pavo real. También escribió sobre la evolución de la dominación, la cual explora la dominación genética. Los últimos cinco capítulos (8-12) incluyen los puntos de vista de Fisher sobre la eugenesia.

## Ediciones
Una segunda edición en inglés con unos pocos cambios se publicó en 1958. En 1999, una tercera edición fue publicada por Henry Bennet en inglés (ISBN 0-19-850440-3), con el texto original de las alteraciones y anotado con notas de 1958, las cuales fueron omitidas de la edición de 1958 por accidente.

## Capítulos
Contiene los siguientes capítulos:
1. La Naturaleza de la Herencia (The Nature of Inheritance)
2. El Teorema Fundamental de la Selección Natural (The Fundamental Theorem of Natural Selection)
3. La Evolución de la Dominación (The Evolution of Dominance)
4. Variaciones como determinadas por Mutación y Variaciones (Variation as determined by Mutation and Selection)
5. Variación etc (Variation etc)
6. Reproducción Sexual y Selección Sexual (Sexual Reproduction and Sexual Selection)
7. Mimetismo (Mimicry)
8. Hombre y Sociedad (Man and Society
9. La Herencia de la Fertilidad Humana (The Inheritance of Human Fertility)
10. Reproducción en relación con clase social (Reproduction in Relation to Social Class)
11. Selección Social de la Fertilidad (Social Selection of Fertility)
12. Condiciones de Civilización Permanente (Conditions of Permanent Civilization)

## Reseñas
Sewall Wright, quién tenía muchos desacuerdos con Fisher, después de reseñar el libro, escribió «que es cierto que vaya a tomar rango como una de las contribuciones mayores a la teoría de la evolución». J.B.S. Haldane lo describió como «brillante». Sin embargo, Reginald Punnett fue negativo.'
El libro fue en gran parte ignorada por 40 años, mientras el teorema de Fisher de la selección natural fue malentendido. La obra tuvo gran efecto en W.D. Hamilton, quién lo descubrió mientras él pasaba los años de la carrera en la Universidad de Cambridge y escribió por la parte atrás de la edición de 1999:

Éste es un libro lo cual, como estudiante, pesaba de importancia igual a todo el resto de mi curso de BA y, por el tiempo que pasaba en el libro, creo que mi grado se bajara. La mayoría de los capítulos me llevaron semanas, algunos meses.

...Y poco modificado aun por la genética molecular, la lógica y las ideas de Fisher todavía apoyan la mayoría de los caminos siempre más amplios por los cuales el Darwinismo continúa su invasión del pensamiento humano.
A cambio de cómo fue en 1958, la selección natural se ha convertido en una parte del programa de nuestra vida intelectual y el tópico ciertamente se incluye en todos los cursos decentes en la biología.
Por un libro que valoro sólo el segundo en importancia en la teoría de la evolución de Origen (esto se une con su suplemento del hombre), y también valoro sin duda esto como uno de los más grandes libros del siglo XX cuya apariencia en esta edición es un gran evento...

Por el tiempo de mí última graduación, habría entendido todo que es verdadero en este libro y ¿voy a conseguir un primer grado? Lo dudo. En muchas formas muchos de nosotros hemos rebasado a Fisher; sin embargo este hombre brillante y osado todavía se queda muy adelante.

La publicación de la edición de 1999 renovó interés en la obra, con reseñas de Laurence Cook («Este es quizás el libro más importante sobre la genética evolutiva escrito de todos los tiempos»), Brian Charlesworth, Jim Crow y A.W.F. Edwards